# Toxen Worm
Toxen Worm (født 15. december 1837 i Ålborg, død 28. januar 1902 i København) var en dansk grosserer.
Worm var søn af farmaceut August Worm og Severine Dorthea Sørine Bøggild. Han kom i handelslære og flyttede til København.
Toxen Worm lod i 1881 opføre en fornemt indrettet bygning med lejligheder i fire etager på Bredgade 51. Arkitekt var Johan Schrøder. Worm boede selv på tredje etage.
I oktober 1885 greb Toxen Worm og nogle andre forbipasserende typograf Julius Rasmussen efter hans
attentatsforsøg på J.B.S. Estrup.
Toxen Worm var gift to gange. I 1864 blev han gift i Garnisons Kirke med Karen Olivia Dampe, og efter hendes død i 1875, blev han gift med Rosemine Adolfine Fritzline Müller.
Worm er portrætteret på P.S. Krøyers gruppebillede Fra Københavns Børs. Han er begravet på Holmens Kirkegård.
- Bredgade 51 set fra pladsen omkring Marmorkirken.